# Roemeria hybrida

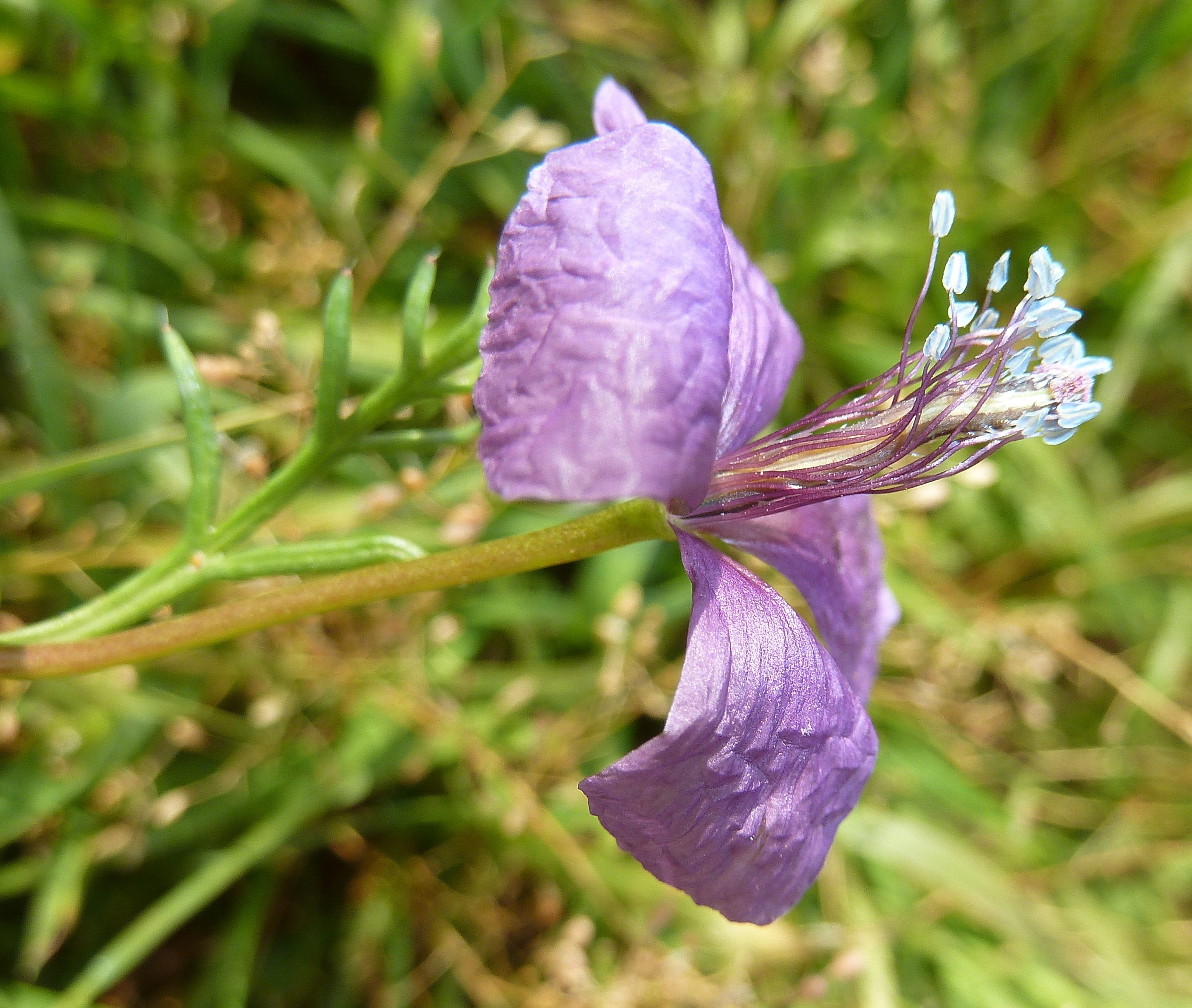
Flor: vista lateral.

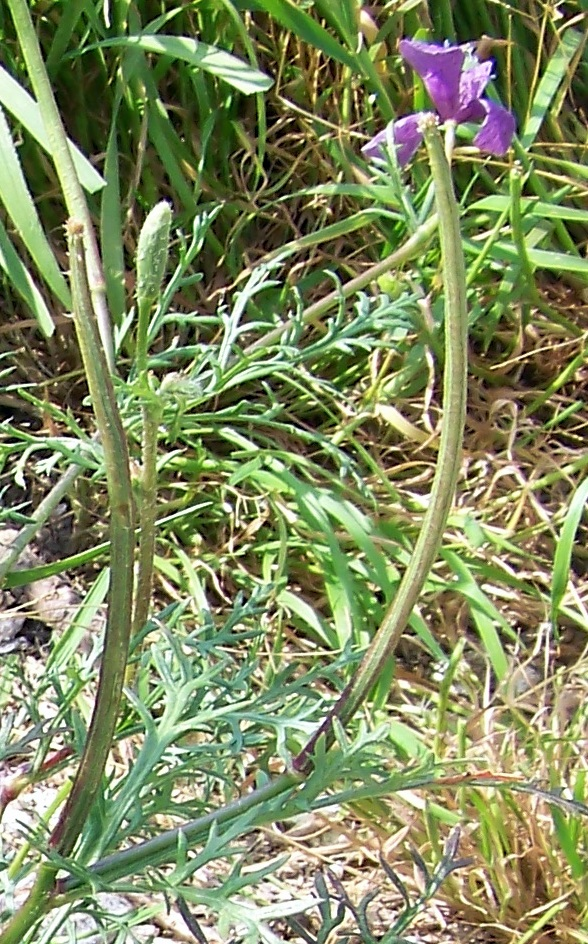
Frutos inmaduros.

Roemeria hybrida, comúnmente amapola morada o ababol morado, es una especie de planta herbácea del género Roemeria de la familia Papaveraceae.

## Descripción
Se trata de una planta anual, de unos 20-40 cm de altura, erecta, ramificada, pubescente y con látex amarillo. Las hojas son alternas, las inferiores pecioladas, las superiores sésiles, tripinnadas con segmentos lineares lanceolados puntiagudos. Las flores son grandes, violetas, solitarias y axilares o terminales, de 3-6 cm de ancho, con 4 pétalos, redondeados, con mancha basal, 2 sépalos, vellosos, caedizos. El androceo está constituido por numerosos estambres, con anteras amarillas y filamentos oscuros. El gineceo tiene el ovario súpero con estigma trilobulado, sentado. El fruto es una cápsula erecta, de 5-10 cm de largo, fina, estriada longitudinalmente, con apex algo hirsuto/espinoso y  que se abre por arriba con 2-4 valvas.

## Usos
Se usa en contraposición de colores en jardines, por el cromado de color de la romería con otras flores y por sus pocos recursos energéticos y escasos cuidados.

## Taxonomía
Roemeria hybrida fue descrita primero por Carlos Linneo como Chelidonium hybridum y publicado en Species Plantarum, vol. 1, p. , 1753 y posteriormente atribuido al género Roemeria por Augustin Pyrame de Candolle que lo publicó en Regni Vegetabilis Systema Naturale, vol. 2, p. 92, 1821.
Sinonimia
- Chelidonium hybridum L.- basiónimo
- Chelidonium violaceum Lam. nom. illeg.
- Glaucium hybridum (L.) Dum.Cours.
- Glaucium integrifolium A.D.Li & Nabiev
- Glaucium integrifolium A.Li & Nabiev
- Glaucium mesopotamicum Spreng.
- Glaucium spurium Steven ex DC.
- Glaucium trivalve Moench
- Glaucium violaceum (Lam.) Juss. nom. illeg.
- Roemeria hybrida subsp. hybrida
- Roemeria hybrida var. tenuifolia (Pamp.) Täckh. & Boulos
- Roemeria tenuifolia Pamp.
- Roemeria violacea (Lam.) Medik. nom. illeg.[3]

## Nombres vernáculos
- Castellano: ababol, ababol morado (7), ababoles finos, ababoles finos lila, ababoles lila, amapola (3), amapola azul, amapola dorada, amapola morada (8), amapola violeta (4), babales buenos, babaol dulce (3), babaol fino, roseta, rosetas.[4] La cifras entre paréntesis, expresan la frecuencia del uso del vocablo en España.